# باربرا لانغ
باربرا لانغ (بالإنجليزية: Barbara Lang)‏ هي مغنية وعارضة وممثلة أمريكية، ولدت في 2 مارس 1928 في الولايات المتحدة، وتوفيت في 22 يوليو 1982 بلوس أنجلوس في الولايات المتحدة.

## الأعمال

### أفلام
- علم عجيب (1985)

## روابط خارجية
- باربرا لانغ على موقع IMDb (الإنجليزية)
- باربرا لانغ على موقع قاعدة بيانات الفيلم (الإنجليزية)